# João Sassetti
João Vicente de Freitas Branco Sassetti  (ur. 22 stycznia 1892 w Lizbonie, zm. 28 maja 1946 tamże) – portugalski szpadzista, brązowy medalista olimpijski.
Na igrzyskach olimpijskich w Antwerpii w 1920 roku był czwarty w turnieju drużynowym, a indywidualnie odpadł w półfinałach. Na rozgrywanych osiem lat później igrzyskach olimpijskich w Amsterdamie Portugalczycy w składzie: Paulo d’Eça Leal, Frederico Paredes, Mário de Noronha, Jorge de Paiva, João Sassetti i Henrique da Silveira zdobyli brązowy medal w szpadzie drużynowej. Indywidualnie nie startował. Brał też udział w igrzyskach olimpijskich w Berlinie w 1936 roku, gdzie drużynowo zajął piąte miejsce. W turnieju indywidualnym ponownie nie startował.
Nie zdobył medalu mistrzostw świata.